# 宇喜多春家
宇喜多 春家（うきた はるいえ）は、戦国時代から安土桃山時代にかけての武将。

## 生涯
宇喜多忠家らと共に異母兄・直家を古くから助けた。島村盛実、浮田国定らに奪われた宇喜多氏の旧領である砥石城を永禄2年（1559年）に取り返した際には、城主を任され、永禄11年（1568年）には備前国金山城に入城した記録が残る。毛利氏、三村氏との最前線を任されていた。
天正元年（1573年）には亀山城主となり、天正9年（1581年）の直家死後も宇喜多秀家を忠家と共に補佐し、朝鮮出兵にも参加したようである。天正9年（1581年）4月の毛利氏の忍山城侵攻の際には金山城を守備。毛利方の伊賀家久の猛攻を受け被害を受けたものの辛うじて耐え切り防戦に成功した。

## 同一人物説
春家は忠家と同一人物とされる説がある。父興家が備前福岡の阿部善定の下に逃れ、その後わずか2年で病死しているにもかかわらず、善定の娘との間に忠家、春家の二人を得ていること。春家が守備した砥石城、金山城、沼城などの拠点がことごとく忠家の記録と重なること、また資料によって入れ替わりが見られ、業績や合戦への参加記録も重なること。また、通称の「六郎兵衛」はごく一部資料のみで、古い資料には忠家と同じ「七郎兵衛」であること。子で直家の養子となった基家が忠家の子とされる資料も多いことなど枚挙に暇がない。
兄直家を評して「前に出る時は、常に死を覚悟し、帷子を着込んでいた」と忠家が語ったとも、春家が語ったともされている。